# Krappahoek
Krappahoek of Crappahoek was een koffieplantage aan de Nickerie in het district Nickerie in Suriname. De plantage lag stroomafwaarts naast de plantage Hamptoncourt en stroomopwaarts naast de plantage Gloria. De naam van de plantage verwijst naar de boomsoort krappa.

## Geschiedenis
De grond had een grootte van 1000 akkers en werd vanaf 1828 met koffie beplant. De eigenaar was de firma Charbon en Zn uit Amsterdam die de grond hadden gekocht van Willem Carbin, de eigenaar van Margarethenburg. Jan Adam Charbon en zijn zoon Pieter Anthony bezaten ook de koffieplantage De Nieuwe Aanleg van 1500 akkers, tegenover Plaisance en Paradise. Bij de slavenemancipatie in 1863 kregen 50 slaven de vrijheid. In die tijd bezat de firma ook de plantage Hamburg aan de Beneden-Saramacca.
De volgende eigenaar was J.J. Hewitt uit Aberdeen. Op de plantage werd toenbananen en cacao verbouwd. Vanaf 1897 werd er ook weer koffie verbouwd. In 1904 behoorde Krappahoek, samen met Gloria en Margarethenburg tot de plantages met de grootste cacaoproductie van Suriname. Daarna sloeg de Krulloten-ziekte toe en daalde de productie sterk.
In 1909 kocht Adolf Frans C. Curiel, broer van Augusta Curiel, de plantage. Zijn andere bronnen van inkomsten waren de goudhandel en de handel in balata. In 1905 is de N.V. ter exploitatie van plantage Crappahoek of Cultuur Maatschappij Crappahoek de eigenaar en Curiel werd directeur. Vanaf 1913 werd hij weer de enige eigenaar. Hij ging toen ook rubber telen. In 1918 was Krappahoek nog een van de drie plantages in Nickerie waar cacao en/of koffie geproduceerd werd. In 1921 overstroomde de plantage. De herstelkosten waren zo hoog dat Curiel er over dacht de plantage te verlaten. Hij ging nog een aantal jaren door, maar in 1927 werd zijn faillissement afgekondigd. Tot in 1932 werd de plantage te koop aangeboden. In 1935 en 1936 was de balata-industrieel F.O Lashley de eigenaar.
A la bonne heure · Anna's Zorg · Akkerboom · Alliance · Alkmaar · Andresa · Auka · Andreesgift · Bantaskine · Barbados · Batavia · Beekenhorst · Belladrum · Bellevue · Belwaarde · Beninenburg · Berg en Dal · Bergen op Zoom · Berlijn (Commewijne) · Berlijn (Para) · Bethlehem · Boksweide · Boston · Botany Bay · Boxel · Bronswijk · Brouwerslust · Bruinendaal · Bucklebury · Buitenrust · Burnside · Cadrosspark · Caledonia · Campenburg · Cannewapibo · Catharina Sophia · Clevia  · Cliffort-Kokshoven · Clyde · Concordia · Concordia en een Kwart Lot · Courcabo · De Dageraad · De Goede Vriendschap · De Resolutie · De Vier Hendrikken · Diamond · Dijkveld · Domburg · Dordrecht · Eendragt · Elisabeth's Hoop · Ellen · L'Espérance (Nickerierivier) · L'Espérance (Surinamerivier) · Esthersrust · Fairfield · Fortuin · Flora · Florentia · Frederiksburg · Frederiksdorp · Frederikslust · Geertruidenberg · Geyersvlijt · Glensander · Gloria · Groot Chatillon · Groot Marseille · Guadeloupe · Hague · Hamburg · Hamilton · Hamptoncourt · Hannover · Hazard · Hebron · Hecht en Sterk · Hooyland · Hope · Houttuin · Huntly · Huwelijkszorg · Inverness · Jagtlust · Jodensavanne · Johan & Margaretha · Johanna Catharina · Johanna Maria · Johannesburg · John · Katwijk · Kent · Kerkshoven · Killenstein · Klein Bellevue · Kleinhoop · Krappahoek · Kroonenburg · Kwatta · La Jalousie · La Prosperité · La Rencontre · La Ressource (Saramacca) · La Ressource (Surinamerivier) · La Singularité · Laarwijk · Leasowes · Leliëndaal · Leonsberg · Livorno · Longmay · Lunenburg · Lust en Rust · Lustrijk · Maasstroom · Margarethenburg · Maria Petronella · Mariënbosch · Mariënburg · Margaretha's Gift · Mary's Hope · Meerzorg · Merveille · Moed en Kommer · Mon Bijou · Mon Souci · Mon Trésor · Monnikendam · Mopentibo · Morgenster · Moy · Nieuw Mocha · Nieuwzorg · Nieuwe Aanleg · De Nieuwe Grond · Nijd en Spijt · Novar · Nursery · Nut en Schadelijk · Onoribo · Onverwacht · Oranibo · Ornamibo · Overbrug · Overtoom 
· Oxford · Palestina · Paradise · Persévérance · Petersburg · Picardië · Peperpot · Pieterszorg · Plaisance · Poelwijk · Potosie · Purmerend · Reijnsdorp · Reijnsfort · Rijnberk · Roosenburg · Rorac · Rust en Werk · Rustenburg · Saltzhalen · Sans Souci · Saphir · Sarah · Sardam · Schaapstede · Schoonoord · Sinabo en Gelre · Sint Barbara · Sint Eustatius · Slootwijk · Sorgvliet · Spieringshoek · Standvastigheid · Suidwijn · Suzanna's Daal · Toevlugt (Surinamerivier) · Tout Lui Faut · Toledo · Totness · Tyronne · 't Vertrouwen · Victoria · Vierkinderen · Visserszorg · Voorburg · Voorzorg (Saramacca) · Vossenburg · Vredenburg · Vriendsbeleid en Ouderzorg · Vreeland · Waltonhall · Waldijk · Waterloo · Wederzorg · Welbedacht · Welgelegen (Commewijne) · Welgelegen (Coronie) · Welgevallen · Weltevreden · Wolffs Capoerica · Wolfenbüttel · 't Ylant · Zoelen · Zorg en Hoop (hout) · Zorg en Hoop (indigo) · Zorg en Hoop (katoen) · Zorg en Hoop (suiker)